# Burg Starý Plumlov
Die Burg Starý Plumlov (deutsch Alt Plumenau), ursprünglich Drahans, Drahaus, Drahus bzw. Drahuš, ist eine abgegangene Höhenburganlage in Tschechien. Sie liegt zweieinhalb Kilometer nordöstlich von Drahany auf dem unzugänglichen Ausbildungsgelände des Truppenübungsplatzes Březina im Okres Vyškov.

## Geographie
Der Burgstall befindet sich inmitten eines ausgedehnten Waldgebietes im Drahaner Bergland auf einem bewaldeten Rücken, der im Westen und Norden vom Bach Drahanský potok sowie im Osten und Süden von einem namenlosen Zufluss umflossen wird. Lediglich nach Südwesten hin steht der Burghügel mit der Drahaner Hochfläche als Ausläufer in Verbindung. Östlich verläuft die Staatsstraße II/377 zwischen Drahany und Plumlov. Zwei Kilometer nördlich liegen die Reste der Burg Smilův hrad.
Umliegende Ortschaften sind Hamry und Žárovice im Nordosten, Osina und Krumsín im Osten, Čagan und Prostějovičky im Südosten, Březina im Süden, Drahany im Südwesten, Niva im Westen sowie Bousín im Nordwesten.

## Geschichte
Die Burg wurde wahrscheinlich in der zweiten Hälfte des 13. Jahrhunderts durch die Herren von Ceblovice, die in dieser Zeit die Wälder des Drahaner Berglandes kolonisierten, errichtet. Als möglicher Gründer wird der Ritter Crha von Ceblovice, Vater von Bohuš von Jedovnice und Drahotuš sowie Hartmann von Hohlenstein angesehen. Bohuš Sohn Smil von Jedovnice ließ vermutlich die Burg Smilův hrad anlegen, die jedoch im Gegensatz zu Starý Plumlov nicht als Wohnburg, sondern nur zum Schutz eines Erzlagers diente. Wahrscheinlich zum Ende des 13. Jahrhunderts erwarb der Herzog Nikolaus von Troppau die Burg.
Die erste schriftliche Erwähnung erfolgte nach 1310, als Nikolaus von Troppau die Herrschaft Plumenau mit allem Zubehör, darunter auch das Städtchen Drahus einschließlich der Burg, an König Johann von Luxemburg verkaufte.
Nach der Königsaaler Chronik war die Burg Drahaus zu dieser Zeit Sitz des Raubritters Friedrich von Linau (Friduš z Linavy). Im Jahre 1312 unternahm Johann von Luxemburg einen Feldzug gegen den Raubritter, bei dem die Burg zerstört wurde. Hinsichtlich der Lokalisierung der Burg Drahaus bestehen unter Historikern unterschiedliche Auffassungen. Einige identifizieren sie mit der in der Königsaaler Chronik nicht erwähnten wichtigen Burg Drahotuše, die jedoch in älteren Urkunden immer als Drahotuss bezeichnet wurde. Friedrich von Linau war durch die Ehe mit der Tochter des Bohuš von Drahotuš auch Besitzer eines Teils der Herrschaft Drahotuše, auf dem er illegal die Burg Helfenstein errichtete. Da sich der Přemyslide Nikolaus von Troppau zu dieser Zeit ebenso wie Friedrich von Linau an den Machtkämpfen gegen den neuen König Johann von Luxemburg beteiligte und Friedrich zudem auch die nahe gelegene Burg Račice besaß, erscheint es wahrscheinlicher, dass sich die Königsaaler Chronik auf die Burg bei Drahany bezieht.
Im Jahre 1322 verkaufte Johann von Luxemburg die Herrschaft Plumenau mit dem Städtchen und der wüsten Burg Drahuš an den Olmützer Oberstkämmerer Wok von Krawarn. Die Burg Drahuš wurde nicht wieder aufgebaut, die Herren von Krawarn machten die neue Burg Plumlov zum Herrschaftssitz.
Im Laufe der Zeit ging der ursprüngliche Name der Burg verloren, und sie wurde im Volksmund Starý Plumlov bzw. Alt Plumenau genannt.

## Anlage
Die Burg wurde auf einem langgestreckten flachen, auf den Grund Drahanský žleb zulaufenden Sporn errichtet. Den nordöstlichen Abschluss des Sporns bildet der mächtige Burghügel mit tropfenförmigem Grundriss. Die relativ großflächige Anlage bestand aus der Kernburg und einer Vorburg.
Der Zugang erfolgte von Südwesten über einen langen und breiten Hals, der von der Hochfläche bei Drahany zunächst abfällt und 150 m vor der Burg seine tiefste und mit 50 m auch breiteste Stelle erreicht, wo sich ein Halsgraben befand. Am der Burg abgewandten Ende der Verbreitung – etwa 120 m vor diesem Halsgraben – hat sich eine markante Geländeerhebung mit Resten eines Grabens und Walls zur Burg hin erhalten, die möglicherweise von der königlichen Belagerung der Burg stammt.
Die Kernburg lag hinter einem tief in den Fels gehauenen 10 m breiten weiteren Halsgraben, von dem noch eine senkrechte Felswand von sieben Metern Höhe gut erhalten ist. Sie besaß einen unregelmäßig rechteckigen Grundriss von 60 × 40 Meter, der an der Ostseite, wo sie von einem ca. 10 m breiten Graben und einem Außenwall umgeben war, stark abgerundet ist. Nach Nordwesten war die Kernburg durch eine zehn Meter tiefe Geländestufe geschützt, ein Graben ist dort nicht feststellbar. Reste der Bebauung sind nicht mehr vorhanden. Eine etwa einen Meter hohe runde Bodenerhebung an der Stirnseite des inneren Halsgrabens deutet auf den Standort eines Turmbaus hin.
Erhalten sind die Halsgräben, der Graben an der Ostseite der Kernburg sowie der an der Nordostseite vorgelagerte Wall.